# آلیاژهای دوتایی تیتانیوم
آلیاژهای دوتایی تیتانیوم شامل آلیاژهایی می‌شوند که از ترکیب تیتانیوم (فلز زمینه) و یک فلز دیگر ساخته می‌شوند. تیتانیوم خالص، به علت چگالی کم، مقاومت مکانیکی بالا و مقاومت خوب در برابر خوردگی جزو رده فلزهایی است که در صنایع پیشرفته مثل هوافضا و بایومتریال کاربرد دارند. اما برخی از ویژگی‌های مکانیکی و شیمیایی تیتانیوم خالص باید با آلیاژسازی در جهت کاربرد مورد نظر بهینه‌سازی شوند. برای مثال افزایش زیست سازگاری، مدول خمشی و کاربرد دمای بالا.

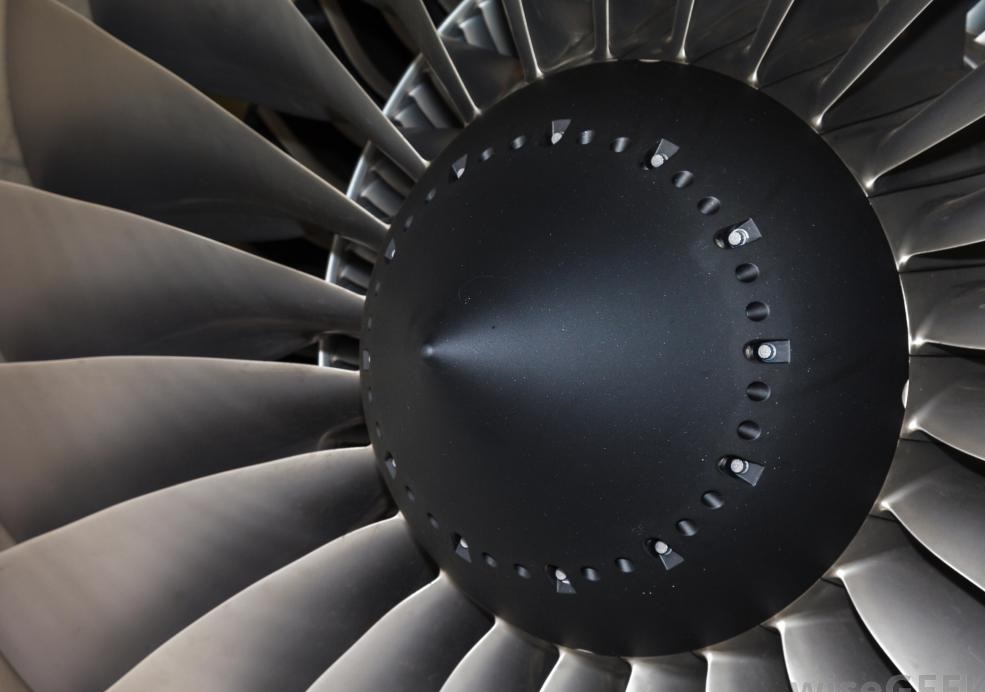
پره موتور هواپیما از جنس آلیاژ تیتانیوم

## تاریخچه
در اوایل سال ۱۹۴۷ به‌عنوان یک‌فاز از ارزیابی مواد برای پروژهی نیروی هوایی RAND، شرکت BATTELLE موفق شد با کوره‌ی قوسی، قطعاتی از معادن تیتانیوم را ذوب کند و بعضی خواص اساسی تیتانیوم غیر آلیاژی و آلیاژهای پایه تیتانیوم را به دست آورد. چگالی پایین، مقاومت فوق‌العاده در برابر خوردگی و خواص خوب کششی این مواد، توجه بخش بزرگی از متالورژیست‌ها و طراحان را که به دنبال مواد بهتر برای ساخت و تولید قطعات بودند را جلب کرد. یکی از نتایج این کار در شکل ابتدایی خود این بود که شرکت BATTELLE تحت قرارداد با air materiel command مطالعات وسیعی را بر روی آلیاژهای تیتانیوم انجام داد. نتیجهٔ سال اول این پروژه در سه مقاله منتشر شد که یکی از آن‌هتا به‌طور ویژه به آلیاژهای دوتایی تیتانیوم اختصاص داشت.

دیاگرام فازی آلیاژ دوتایی تیتانیوم با عناصری که بتای یوتکتوییدی می‌دهند

## ریزساختار و فازها
در مورد آلیاژهای دوتایی پایهٔ تیتانیوم این واقعیت وجود دارد که همواره دو شکل ساختاری از تیتانیوم جامد وجود دارد: یکی تیتانیوم آلفا با ساختار هگزاگونال مرکز پر که از دمای اتاق تا ۸۸۲ درجهٔ سانتی‌گراد و نیز تیتانیوم بتا با ساختار مکعبی مرکز پر از ۸۸۲ تا نقطهٔ ذوب پایدار است. اکثر عناصر آلیاژی استفاده‌شده در آلیاژهای تجاری تیتانیوم را می‌توان به‌عنوان پایدار کنندگان فاز آلفا مانند آلومینیوم و پایدارکننده فاز بتا مانند وانادیوم و کروم دسته‌بندی کرد. این دسته‌بندی بر این اساس است که آیا دمای تغییر شکل آلوتروپیک با افزودن عنصر آلیاژی چگونه تغییر می‌کند. پایدارکننده‌های فاز بتا همچنین به‌عنوان عناصری که به‌طور کامل محلول در تیتانیوم بتا هستند، دسته‌بندی می‌شوند (مانند وانادیوم، مولیبدنیوم، تانتالوم، نیوبیوم) و آن‌هایی که با تیتانیوم سیستم یوتکتوییدی می‌سازند (مثل آهن و کروم). قلع و زیرکونیوم نیز معمولاً با تیتانیوم آلیاژسازی می‌شوند اما به‌جای پایدارسازی هرکدام از این فازها، انحلال‌پذیری زیادی در هر دو فاز آلفا و بتا دارند.
آلیاژهای تیتانیوم ازلحاظ ساختار شبکه به چهار گروه تقسیم می‌شوند:آلفا، آلفا/بتا، بتا، ترکیبات میان‌فلزی(TixAl). آلیاژهای تیتانیوم که در صنایع هوافضا استفاده می‌شوند شامل عناصر پایدارکنندهٔ آلفا و بتا هستند تا خواص مکانیکی مورد انتظار از قبیل مقاومت کششی، خزش، خستگی، مقاومت به رشد ترک خستگی، چغرمگی شکست، خوردگی تنشی و مقاومت به اکسیداسیون را به دست دهند. پس از گزینش ترکیب شیمیایی، بهینه‌سازی خواص مکانیکی، با تغییر شکل/کار به‌منظور کنترل اندازه، شکل و توزیع فاز آلفا و بتا انجام می‌شود. برای کاربردهای به‌غیراز زمینهٔ هوافضا، جایی که تیتانیوم به خاطر خواص خوردگی فوق‌العاده‌اش استفاده می‌شود، تیتانیوم تجاری خالص یا آلیاژهایی که با افزودن فلزات گروه پلاتین ساخته می‌شوند، استفاده می‌گردد.

## آلیاژها

### Ti-Al
آلومیناید تیتانیوم سه ترکیب بین فلزی اصلی دارد: TiAl گاما، TiAl3، آلفا2 Ti3Al. آلیاژهای تیتانیوم آلومینیومی که بر اساس Ti-Al ساخته می‌شوند پتانسیل فوق‌العاده‌ای در تبدیل‌شدن به یکی از مهم‌ترین مواد اولیهٔ صنعت هوافضا را دارند؛ به علت چگالی پایین، دمای ذوب بالا، استحکام خوب در دمای بالا، مقاومت بالا در برابر اکسیداسیون و جذب هیدروژنی و نیز خواص فوق‌العادهٔ خزشی. مهم‌ترین معضل استفاده از این آلیاژها چکش‌خواری پایین آن‌ها در دماهای متوسط است که منجر به چغرمگی شکست کم و نرخ رشد ترک بالا می‌شود.
چکش‌خواری آلیاژهای گامای تیتانیوم قویاً تابع ترکیب آلیاژ و ریزساختار است. مطالعات زیادی در این زمینه که چه عواملی بر چکش‌خواری این آلیاژ اثر دارند انجام‌شده‌است که نتایج آن نشان می‌دهد که کاهش ساختار چهاروجهی در شبکه، کاهش حجم سلول واحد، کاهش مقدار ناخالصی، حضور دوقلویی‌ها و ساختار صفحه‌ای و کاهش اندازهٔ دانه بر این خاصیت مؤثرند.

### Ti-Mo
همواره یکی از مهم‌ترین نگرانی‌ها در ساخت ایمپلنت‌های استخوانی بروز پدیدهٔ stress shielding بوده‌است. Stress shielding یا بارگذاری ناکافی روی استخوان به‌این‌علت رخ می‌دهد که مدول کششی ایمپلنت و بافت استخوانی اطرافش تفاوت زیادی داشته باشند. تیتانیوم و آلیاژهای تیتانیوم همواره به علت وزن پایین، مقاومت به خوردگی در محیط بدن، زیست سازگاری و خواص مکانیکی خوب (مدول پایین) یکی از مواد جالب‌توجه برای ساخت ایمپلنت‌های استخوانی بوده‌اند. سیستم آلیاژی تیتانیوم مولیبدنیوم ازاین‌جهت جذاب است که به علت داشتن فاز ارترومبیک آلفا زگوند می‌تواند پتانسیل بالایی برای تبدیل‌شدن به یکی از مواد جدید ساخت این ایمپلنت‌ها داشته باشند.
نتایج تجربی نشان داده‌اند که ساختار این سری از آلیاژهای دوتایی به درصد مولیبدنیوم حساس است. با افزایش درصد وزنی مولیبدنیوم تا ۶ درصد، ساختاری مارتنزیتی، سوزنی شکل و دارای دستگاه بلوری راست لوزی که فاز آلفا زگوند نام دارد ایجاد میشود. با رساندن مولیبدنیوم به ۱۰ درصد وزنی، فاز بتا غالب میشود. فاز آلفا زگوند دو مزیت عمده دارد: یک اینکه دارای استحکام خمشی ۶۰ درصد بیشتر از فاز آلفا است و نیز مدول خمشی آن از فاز بتا تا ۶۰ درصد کمتر است.

### Ti-Cu و Ti-Ag
بنا بر نمودار فازی هردوی این عناصر پایدارکننده‌های فاز بتا هستند و با افزایش عنصر آلیاژی نقطهٔ ذوب آلیاژ کاهش می‌یابد. آلیاژهای دوتایی تیتانیوم با مس و نقره دو در دستهٔ آلیاژ دارای استحاله‌ی یوتکتوییدی قرار می‌گیرند. مس در ۷ درصد وزنی ترکیب بین فلزی Ti2Cu می‌دهد و نقره در ۱۵٫۶ درصد وزنی Ti2Ag به دست خواهد داد. به نظر می‌رسد که نقره عنصر آلیاژی گران‌قیمتی در صنعت باشد و به همین علت آلیاژهای Ti-Ag به‌اندازهٔ آلیاژهای Ti-Cu مورد بررسی قرار نگرفته‌اند اما آلیاژهای Ti-Ag مقاومت کششی بیشتری نسبت به تیتانیوم خالص نشان می‌دهند که در مصارف دندانی مهم است.
همچنین راجع به مس گفته‌شده‌است که احتمالاً قابلیت خرد شدن تیتانیوم را افزایش می‌دهد؛ اما خطر کاهش مقاومت به خوردگی تیتانیوم بعد از آلیاژسازی با مس وجود دارد.

### Ti-In
ریزساختار این آلیاژ دوتایی یک شبکهٔ هگزاگونال آلفا مشابه تیتانیوم خالص به دست می‌دهد؛ اما این ریزساختار تنها برای مقادیر زیر ۱۵ درصد وزنی ایندیوم رخ می‌دهد. در مقایسه با تیتانیوم خالص به‌طورکلی استحکام کششی نهایی و افزایش طول این آلیاژ بیشتر از حالت آلیاژسازی نشده و خالص است. سختی ویکرز این آلیاژها افزایش ایندیوم زیاد می‌شود و ریز سختی آن‌ها نیز به‌طورکلی از تیتانیوم خالص بیشتر است اما در مورد اثر ایریدیوم بر مدول خمشی نمی‌توان اظهارنظر دقیق کرد.

### سایر آلیاژها
- برای برطرف کردن نقایص تیتانیوم خالص، سیستم‌های دوتایی تیتانیوم با عناصر آلیاژی مختلف تولیدشده‌اند که هرکدام از این عناصر آلیاژی عملکرد خاص خود را دارند. به‌عنوان‌مثال زیرکونیوم نه‌تنها سختی و استحکام را افزایش می‌دهد بلکه نقطهٔ ذوب را کاهش می‌داد که بدین ترتیب فرایند ریخته‌گری آسان‌تر می‌گردد. کروم می‌تواند مقاومت به خوردگی آلیاژ را علی‌الخصوص در برابر فلوراید افزایش دهد.[۵]
- طلا نیز از طرفی مقاومت به خوردگی را بالا می‌برد، زیست سازگاری را بیشتر می‌کند و نیز خواص مکانیکی بهتری نسبت به تیتانیوم خالص به دست می‌دهد.[۶]
- تانتالوم به‌عنوان عنصر آلیاژی در محیط بزاقی نه‌تنها از تیتانیوم خالص بلکه حتی آلیاژ Ti–6Al–7Nb که به‌طور ویژه در این محیط کاربرد دارد نیز خواص خوردگی بهتر از خود نشان می‌دهد.[۷]